# Península Antàrtica
La península Antàrtica és la part més septentrional de la terra ferma de l'Antàrtida i l'única zona d'aquell continent que s'estén fora del cercle polar antàrtic. S'estén formant una línia entre cap Adams (mar de Weddell) i un punt al sud de la part principal de les illes Eklund.
La península Antàrtica ha pres importància en la intensificació de la recerca antàrtica, en gran manera pel gran impacte del canvi climàtic sobre la regió.
Aquesta remota zona polar, on s'han instal·lat nombroses estacions d'investigació, és font de múltiples reclamacions de sobirania. La península forma part de les reclamacions de l'Antàrtida Argentina, el Territori Antàrtic Britànic i el Territori Antàrtic Xilè, tot i que els límits exactes de cada reclamació encara estan en discussió.

## Història

### Descoberta i nom
La primera observació de la península Antàrtica sembla que va ser el 1823. L'acord, el 1964, sobre el nom d'aquesta regió entre el US-ACAN (Comité Consultiu dels Estats Units sobre noms de l'Antàrtida) i el UK-APC (Comité Consultiu del Regne Unit sobre noms de l'Antàrtida) va resoldre un litigi històric sobre l'ús del nom estatunidenc, península de Palmer, i el britànic, terra de Graham. La terra de Graham és ara la part nord de la península Antàrtica, a partir de la línia que formen el cap Jeremy i el cap Agassiz (aproximadament el paral·lel 69º S) mentre que la part sud és la Terra de Palmer. Aquest nom prové del caçador americà de foques Nathaniel Palmer. A Xile, la península s'anomena oficialment terra d'O'Higgins, en honor del patriota xilè i visionari antàrtic Bernardo O'Higgins. Argentina l'anomena terra de San Martín. Altres porcions de la península reben els noms de les expedicions o expedicionaris que les van descobrir, com ara costa Bowman, costa Black, costa Danco, costa Davis, costa English, costa Fallieres, terra Loubet, costa Nordenskjold o costa Wilkins.

### Actualitat
La base argentina Esperanza va ser el lloc on va néixer Emilio Marcos Palma, que es considera la primera persona nascuda a l'Antàrtida.
El primer fòssil de dinosaure trobat al continent és una espècie del gènere Antarctopelta que es va localitzar el gener del 1986 a l'illa James Ross, fora de la península Antàrtica.
El 31 de gener de 1989 el vaixell argentí Bahía Paraíso encalla en una roca submarina a l'estret de Bismarck, i posteriorment s'enfonsa vessant uns 640.000 litres de petroli prop de la península Antàrtica.

## Geografia

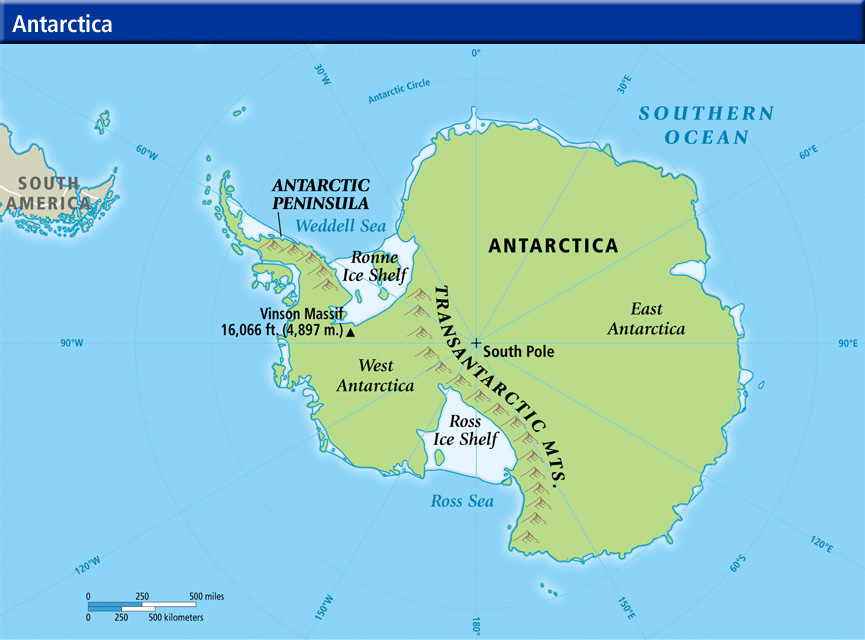
Mapa geogràfic de l'Antàrtida

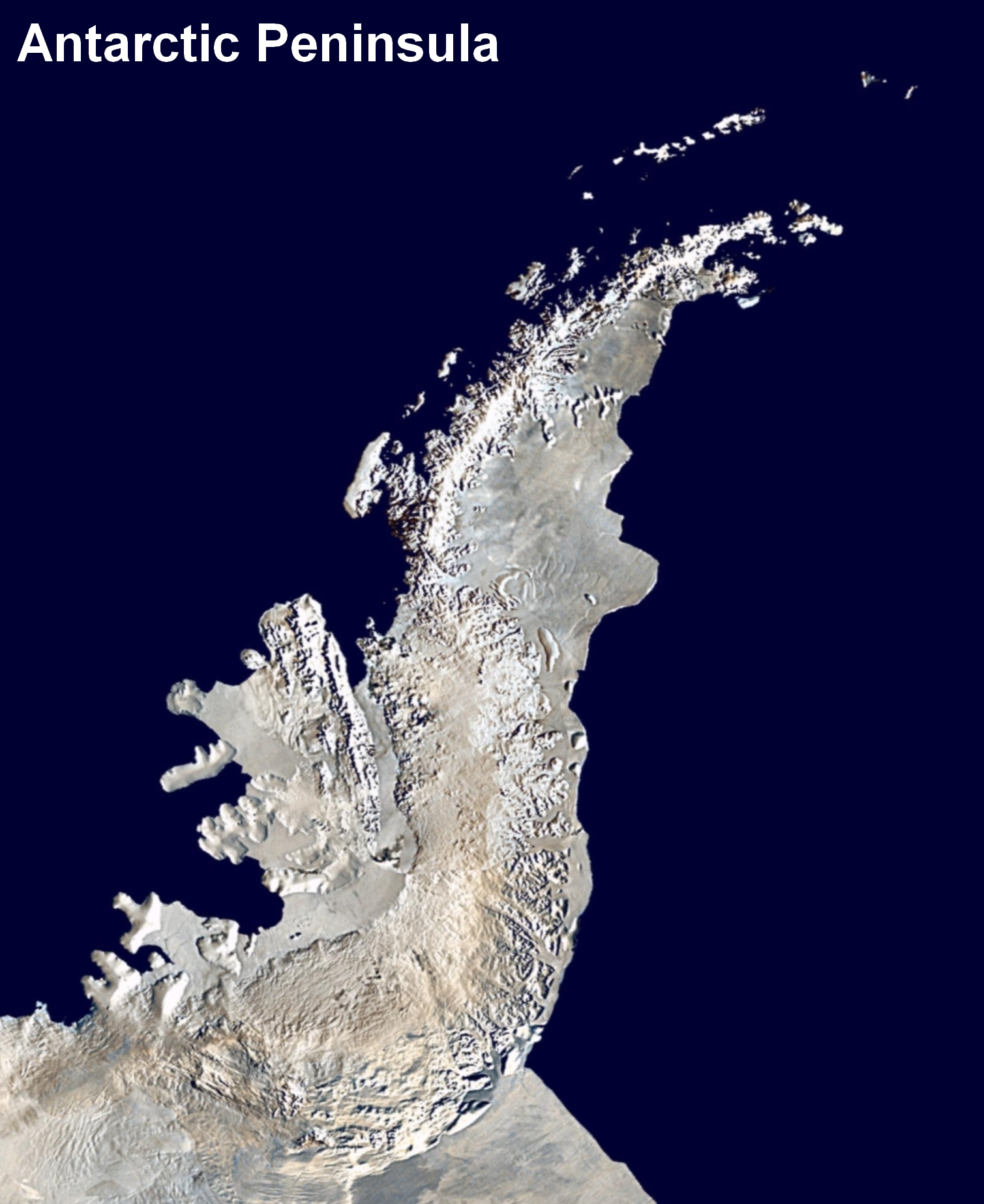
Imatge de satèl·lit de la Península Antàrtica

La península és molt muntanyosa, amb cims que arriben als 2.800 metres. Entre més importants destaquen els monts Castro, Coman, Gilbert, Jackson, William, Owen i Scott. Aquestes muntanyes es consideren una continuació dels Andes de l'Amèrica del Sud a través d'una serralada submarina que les connecta totes dues. Xile i l'Argentina esgrimeixen aquest argument per a les seves reclamacions territorials.
El paisatge de la península és la típica tundra antàrtica. La península té un pendent pronunciat, amb glaceres que flueixen cap a la plataforma de gel Larsen i que l'any 2002 es van fragmentar de manera significativa. Altres plataformes de gel de la península són les deGeorge VI, Wilkins, Wordie i Bach. La plataforma de gel Filchner-Ronne descendeix per la cara est de la península.
Les múltiples illes que envolten la península estan separades per l'estret Antàrtic, el golf Erebus i Terror, l'estret George VI, l'estret Gerlache i el canal Lemaire. Més cap a l'oest hi ha el mar de Bellingshausen, i al nord, el mar d'Escòcia. La península Antàrtica i el cap d'Hornos creen un efecte túnel, que canalitza els vents cap al relativament estret passatge de Drake. La badia Esperança, a 63° 23′ S, 057° 00′ O / 63.383°S,57.000°O, és a prop de l'extrem més septentrional de la península, que és Prime Head, a 63° 13′ S.

## Geologia
L'Antàrtida va ser una vegada part del supercontinent Gondwana. Els afloraments d'aquesta època són granits i gneis de l'Ordovicià i del Devonià que es troben a Scar Inlet i la península de Joerg, mentre que el Carbonífer - Triàsic Trinity Peninsula Group són roques sedimentàries que afloren a Hope Bay i Prince Gustav Channel. Les roques volcàniques de l'Anell de Foc van entrar en erupció al Juràssic, amb la ruptura de Gondwana, i afloren a l'est de la Terra de Graham com a dipòsits de cendres volcàniques. El vulcanisme a l'oest de la Terra de Graham data del Cretaci fins a l'actualitat, i es troben afloraments al llarg de l’estret de Gerlache, el canal de Lemaire, les illes argentines i l'illa Adelaida. Aquestes roques a l'oest de la Terra de Graham són laves andesítiques i granit del magma, i indiquen que la Terra de Graham era una continuació dels Andes. Aquesta línia de volcans s'associa amb la subducció de la placa del Fènix. El metamorfisme associat amb aquesta subducció és evident al complex metamòrfic d'Escòcia, que aflora a l'illa Elephant, juntament amb les illes Clarence i Smith de les illes Shetland del Sud. El pas de Drake es va obrir uns 30 Ma quan l'Antàrtida es va separar d'Amèrica del Sud. L'illa de les Shetland del Sud es va separar de la terra de Graham uns 4 Ma quan es va formar una fractura volcànica dins de l'estret de Bransfield. Tres volcans submarins latents al llarg d'aquesta escletxa són The Axe, Three Sisters i Orca. L'illa Deception és un volcà actiu a l'extrem sud d'aquesta zona de rift. Les localitzacions fòssils notables són el grup de fossils Bluff del Juràssic tardà al Cretaci inicial de l'illa Alexander, els sediments del Cretaci inicial a la península de Byers a l'illa Livingston i els sediments de l'illa Seymour, que són l'extinció del Cretaci.

## Clima
Com que la península antàrtica, que arriba al nord del cercle antàrtic, és la part més al nord de l'Antàrtida, té els climes més suaus d'aquest continent. Les seves temperatures són més càlides al gener, amb una mitjana 1 a 2 °C, i el més fred al juny, té una mitjana de -15 a -20 °C. La seva costa oest des de la punta de la península antàrtica al sud fins als 68° S, que té un clima antàrtic marítim, és la part més suau de la península antàrtica. Dins d'aquesta part de la península antàrtica, les temperatures superen 0 °C durant 3 o 4 mesos durant l'estiu, i rarament cau per sota de -10 °C durant l'hivern. Més al sud al llarg de la costa oest i la costa nord-est de la península, les temperatures mensuals mitjanes superen 0 °C només durant un o dos mesos d'estiu i una mitjana al voltant de -15 °C a l'hivern. La costa est de la península antàrtica al sud de 63° S és generalment molt més fred, amb temperatures mitjanes superiors 0 °C durant com a màxim un mes d'estiu i temperatures mitjanes d'hivern que oscil·len entre -5 a -25 °C. Les temperatures més fredes del sud-est, costat del mar de Weddell, de la península antàrtica es reflecteixen en la persistència de les plataformes de gel que s'aferren al costat oriental.

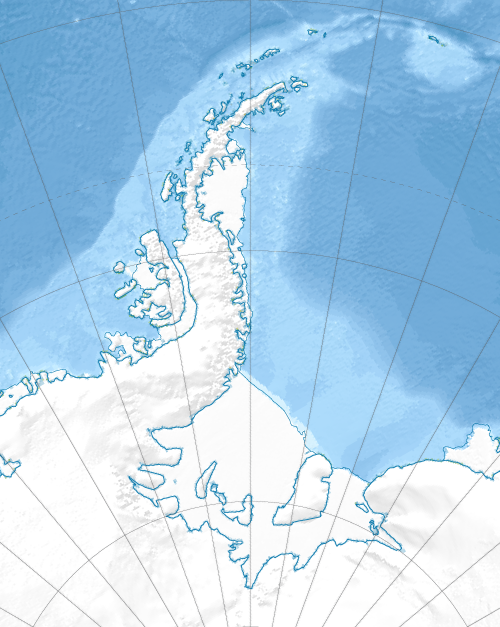
Mapa en relleu

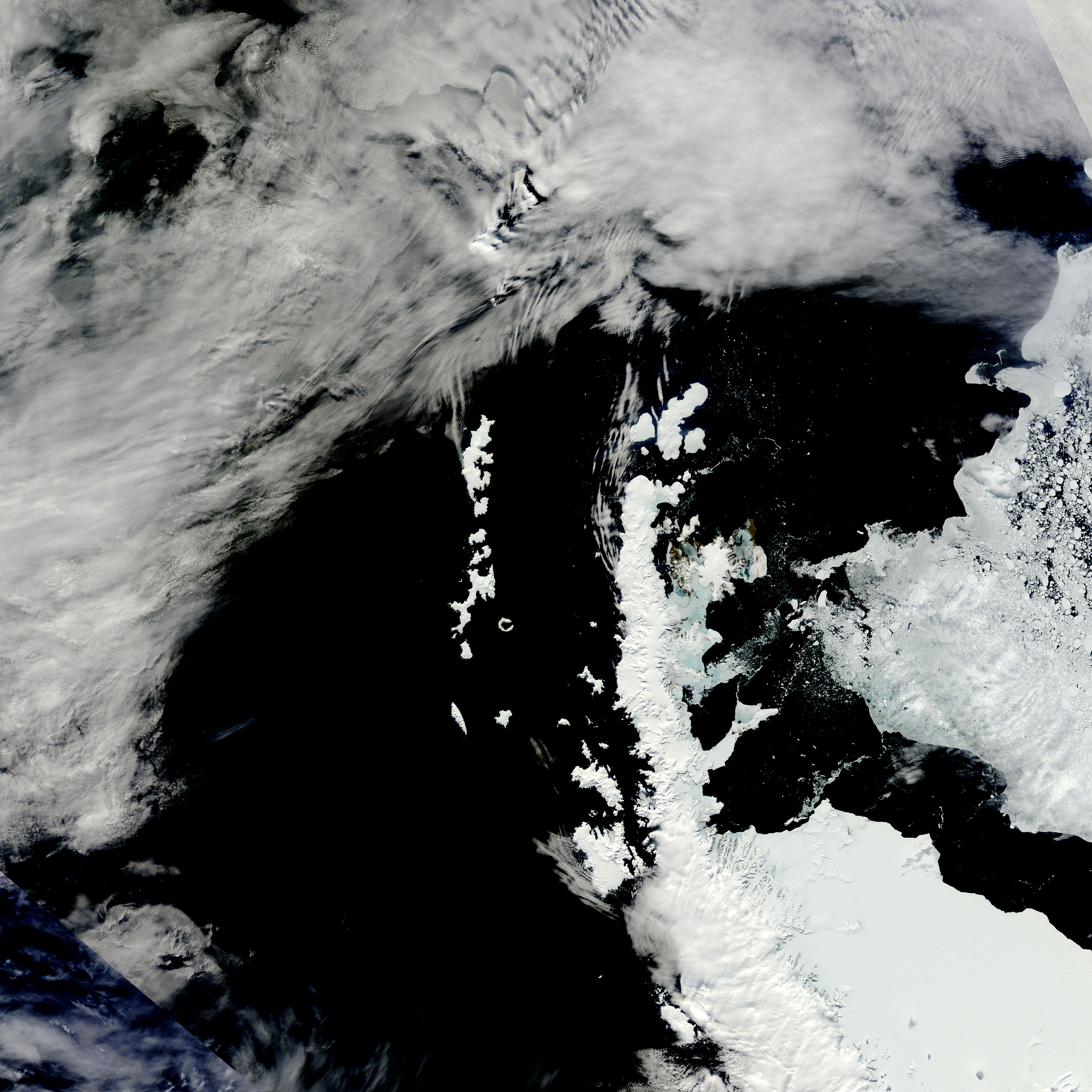
Vista gairebé sense núvols de l'extrem nord de la península antàrtica durant la primavera

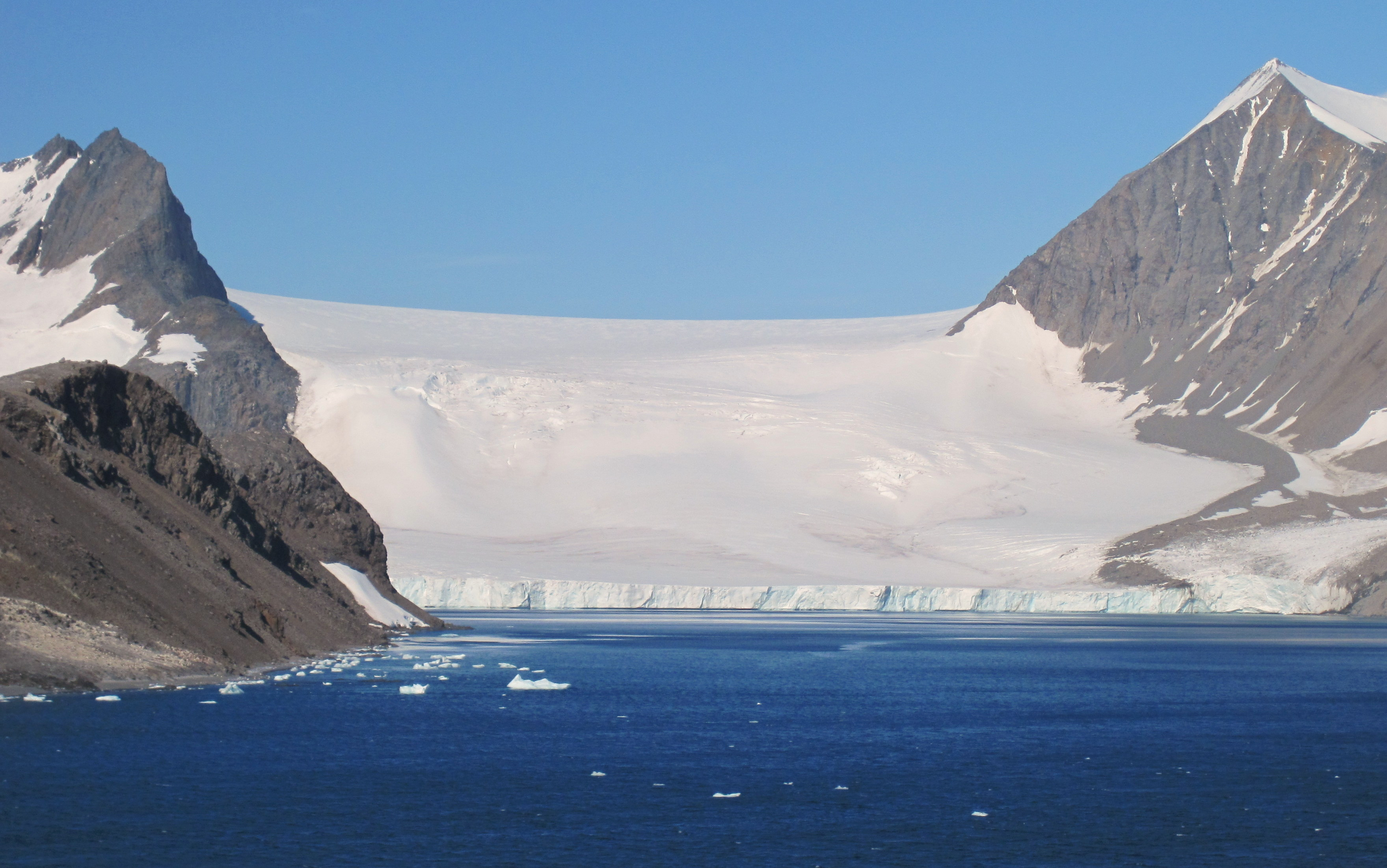
Glacera Badia Esperança, 2012

Les precipitacions varien molt a la península antàrtica. Des de l'extrem de la península antàrtica fins als 68° S, les precipitacions són de 35–50 cm de mitjana per any. Una bona part d'aquesta precipitació cau en forma de pluja durant l'estiu, en dos terços dels dies de l'any, i amb poca variació estacional de les quantitats. Entre uns 68° S i 63° S a la costa oest de la península antàrtica i al llarg de la seva costa nord-est, la precipitació és de 35 cm o menys amb pluja ocasional. Al llarg de la costa est de la península antàrtica al sud de 63° S, la precipitació oscil·la entre 10 i 15 cm. En comparació, les illes subantàrtiques tenen precipitacions de 100 a 200 cm per any i l'interior sec de l'Antàrtida és un desert virtual amb només 10 cm de precipitació per any.

## Canvi climàtic
A causa de problemes relacionats amb el canvi climàtic global, la península Antàrtica i les parts adjacents del mar de Weddell i la seva plataforma continental del Pacífic han estat objecte d'investigacions geològiques, paleontològiques i paleoclimàtiques intensives per part de grups interdisciplinaris i multinacionals durant les últimes dècades. L'estudi combinat de la glaciologia de la seva capa de gel i la paleontologia, sedimentologia, estratigrafia, geologia estructural i vulcanologia dels dipòsits glacials i no glacials de la península antàrtica ha permès la reconstrucció de la paleoclimatologia i la fluctuació prehistòrica de la capa de gel durant els últims 100 milions d'anys. Aquesta investigació mostra els dramàtics canvis climàtics, que s'han produït en d'aquesta regió després d'arribar a la seva posició aproximada dins del cercle antàrtic durant el període cretaci.
El Fossil Bluff Group, que aflora dins de l'Illa d'Alexandre I, proporciona un registre detallat, que inclou paleosols i plantes fòssils, dels climes terrestres del Cretaci mitjà (albià). Els sediments que formen el Fossil Bluff Group s'acumulen dins d'un arc d'illa volcànica, que ara constitueix l'espina dorsal de roca de la península antàrtica, a les planes inundables i deltes prehistòriques i en alta mar com a ventalls submarins i altres sediments marins. Tal com es reflecteix en els fòssils vegetals, els paleosols i els models climàtics, el clima era càlid, humit i estacionalment sec. Segons els models climàtics, els estius eren secs i els hiverns humits. Els rius eren perennes i subjectes a inundacions intermitents com a conseqüència de les fortes pluges.
Els climes càlids de latituds altes van assolir un màxim durant el Màxim tèrmic del Cretaci mitjà. Els fòssils vegetals trobats als estrats del Cretaci superior (Coniacià i Santonià - Campanià inicial) de les formacions Hidden Lake i Santa Maria, que afloren a les illes de James Ross, Seymour i adjacents, indiquen que aquest arc d'illa volcànica emergent va gaudir de climes càlids temperats o subtropicals amb una humitat adequada per al creixement i sense períodes prolongats de temperatures hivernals sota zero.
Després de la calor màxima del màxim tèrmic del Cretaci, el clima, tant a nivell regional com global, sembla haver-se refredat tal com es veu al registre de fusta fòssil antàrtica. Més tard, els climes càlids de latituds altes van tornar a la regió de la península Antàrtica durant el Paleocè i principi de l'Eocè, tal com es reflecteix en les plantes fòssils. L'abundància de fòssils marins i vegetals dels sediments marins del Paleogen que afloren a l'illa de Seymour indiquen la presència d'un ambient fresc i humit a latituds altes durant el primer Eocè.
Estudis detallats de la paleontologia, sedimentologia i estratigrafia dels dipòsits glacials i no glacials dins de la península Antàrtica i parts adjacents del mar de Weddell i la seva plataforma continental del Pacífic han trobat que s'ha congelat progressivament a mesura que el clima de l'Antàrtida es va refredar de manera espectacular i progressiva durant el darrers 37 milions d'anys. Aquest refredament progressiu va ser contemporani amb una reducció de les concentracions de CO₂ atmosfèrics. Durant aquest refredament climàtic, la península antàrtica va ser probablement l'última regió de l'Antàrtida a haver estat totalment glacial. A la península antàrtica, la glaciació de les muntanyes es va iniciar durant l'últim Eocè, al voltant de fa 37-34 milions d'anys. La transició de la glaciació alpina temperada a una capa de gel dinàmica es va produir al voltant de fa 12,8 milions d'anys. En aquest moment, la península antàrtica es va formar quan les illes rocoses que hi havia a la base van ser anul·lades i unides per una capa de gel a principis del Pliocè al voltant del 5,3-3,6 milions d'anys. Durant el període quaternari, la mida de la capa de gel de l'Antàrtida occidental ha fluctuat en resposta als cicles glacial-interglacial. Durant les èpoques glacials, aquesta capa de gel era significativament més gruixuda del que és actualment i s'estenia fins a la vora de les plataformes continentals. Durant les èpoques interglacials, la capa de gel de l'Antàrtida occidental era més prima que durant les èpoques glacials i els seus marges es trobaven significativament cap a l'interior dels marges continentals.

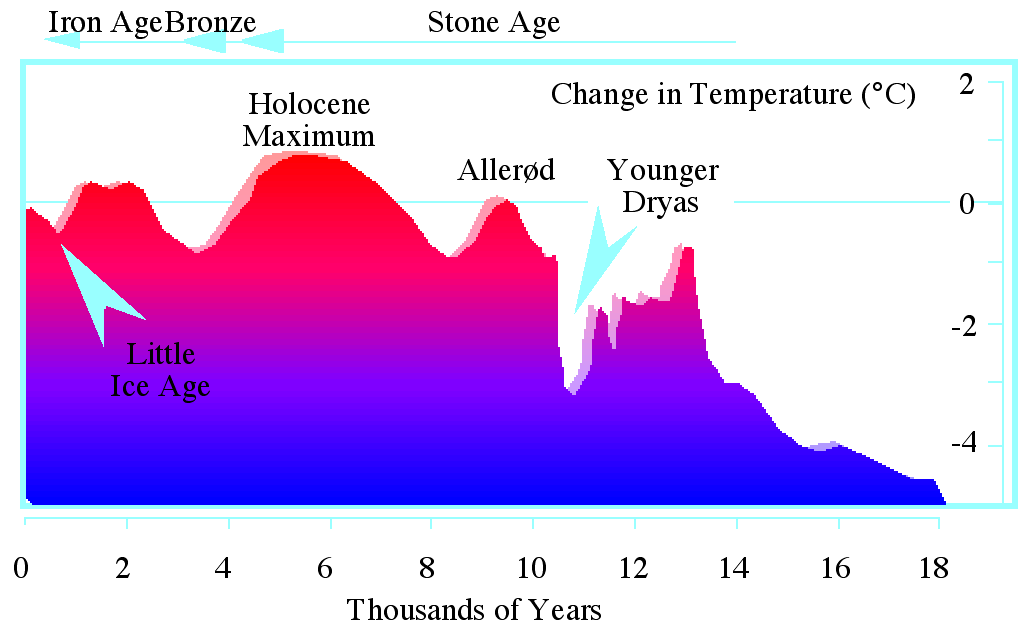
L'última edat glacial en milers d'anys

Durant l'últim màxim glacial, fa uns 20.000 a 18.000 anys, la capa de gel que cobria la península antàrtica era significativament més gruixuda que ara. Llevat d'uns quants nunataks aïllats, la península antàrtica i les seves illes associades van ser completament enterrades per la capa de gel. A més, la capa de gel es va estendre més enllà de la línia de costa actual fins a la plataforma continental exterior del Pacífic i va omplir completament el mar de Weddell fins al marge continental amb gel aterrat.

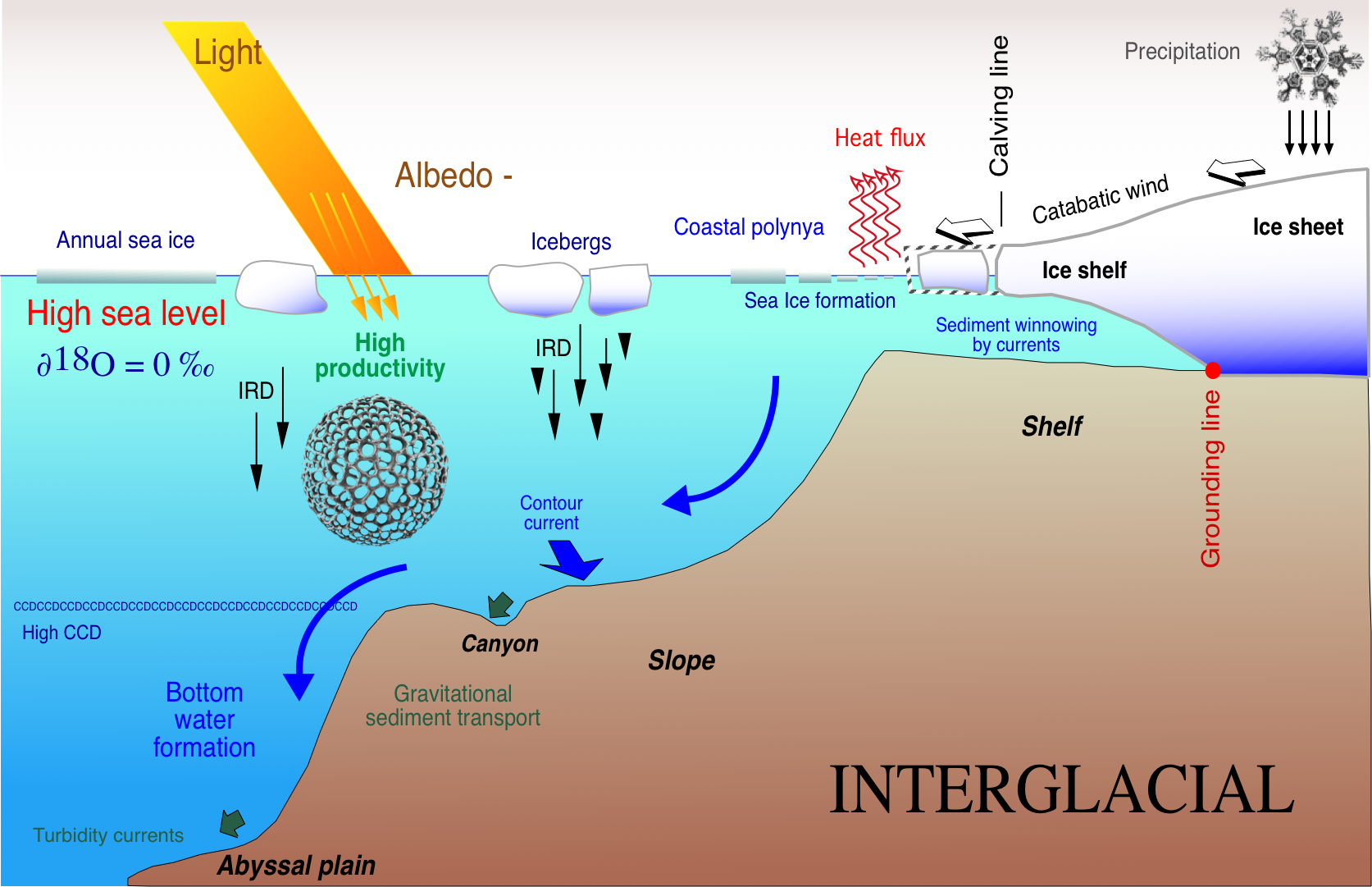
Sedimentació glaciomarina al marge d'un continent cobert de gel durant l'interglacial

La desglaciació de la península antàrtica es va produir en gran manera fa entre 18.000 i 6.000 anys quan es va establir un clima interglacial a la regió. Inicialment va començar fa uns 18.000 a 14.000 anys amb la retirada de la capa de gel de la plataforma continental exterior del Pacífic i el marge continental dins del mar de Weddell. Dins del mar de Weddell, la transició del gel a terra a una plataforma de gel flotant es va produir fa uns 10.000 anys. La desglaciació d'uns quants llocs dins de la península antàrtica va continuar fins fa entre 4.000 i 3.000 anys. Dins de la península antàrtica, fa uns 3.000 a 5.000 anys es va produir un òptim climàtic interglacial. Després de l'òptim climàtic, es va produir un refredament climàtic diferent, que va durar fins a temps històrics.
La península antàrtica és una de les parts del món que està experimentant un escalfament extraordinari. Cada dècada durant les cinc últimes, les temperatures mitjanes a la península antàrtica han augmentat 0,5 °C. La pèrdua de massa de gel a la península es va produir a un ritme de 60 mil milions de tones/any el 2006, amb el canvi més gran es va produir a l'extrem nord de la península. Set plataformes de gel al llarg de la península antàrtica s'han retirat o s'han desintegrat en les dues últimes dècades. La investigació del Servei Geològic dels Estats Units ha revelat que tots els fronts de gel de la meitat sud de la península van experimentar una retirada entre 1947 i 2009. Segons un estudi del British Antarctic Survey, les glaceres de la península no només estan retrocedint sinó que també augmenten el seu cabal com a conseqüència de l'augment de la flotabilitat a les parts baixes de les glaceres. El professor David Vaughan ha descrit la desintegració de la plataforma de gel de Wilkins com l'última evidència d'un escalfament ràpid a la zona. El Grup Intergovernamental sobre el Canvi Climàtic no ha pogut determinar l'efecte potencial més gran sobre l'augment del nivell del mar que poden causar les glaceres de la regió.

## Flora i fauna

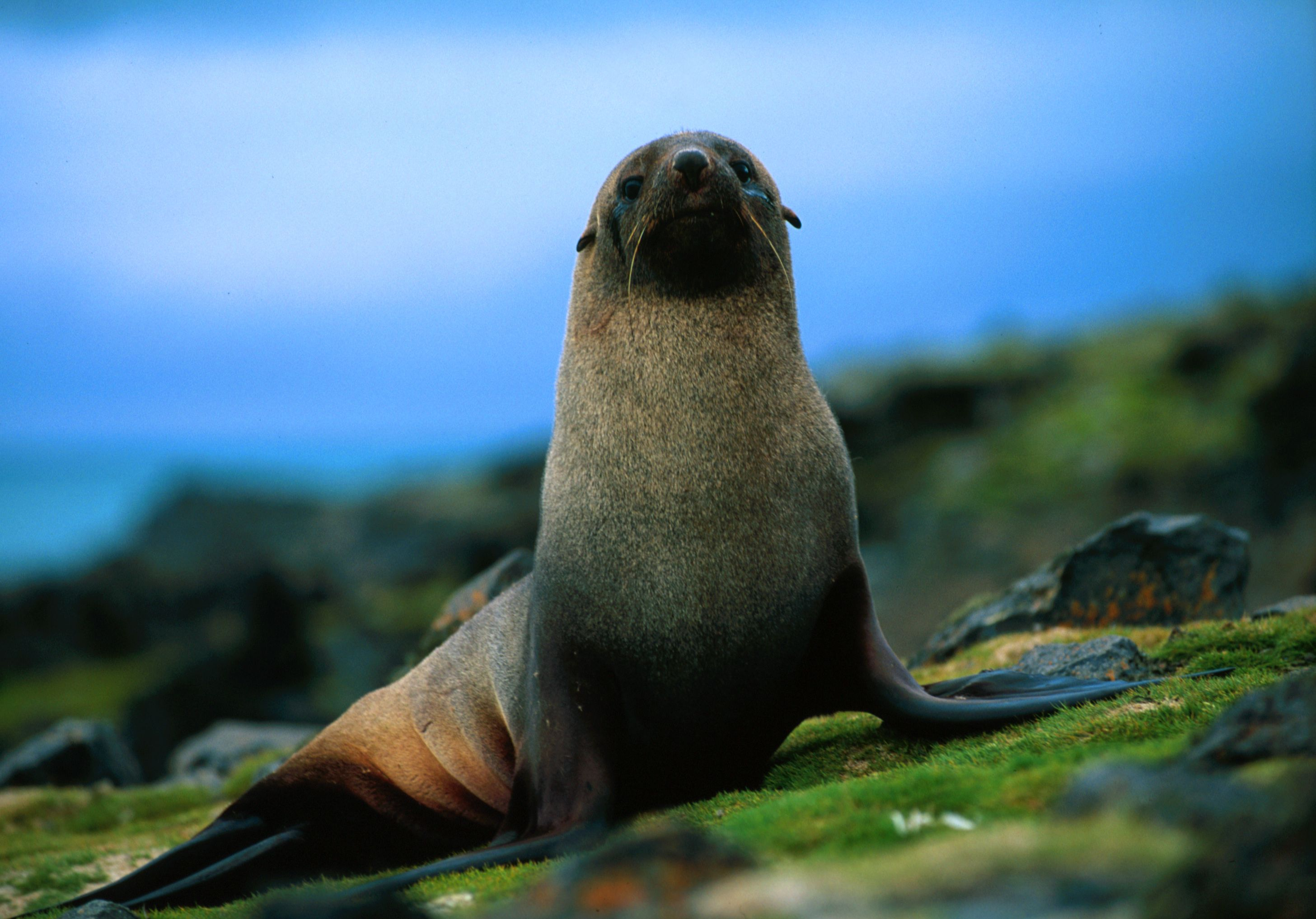
L'Os marí antàrtic, una vegada reduït a una petita població a Geòrgia del Sud després de ser caçada gairebé fins a l'extinció, ha tornat a les aigües al voltant de la península antàrtica.

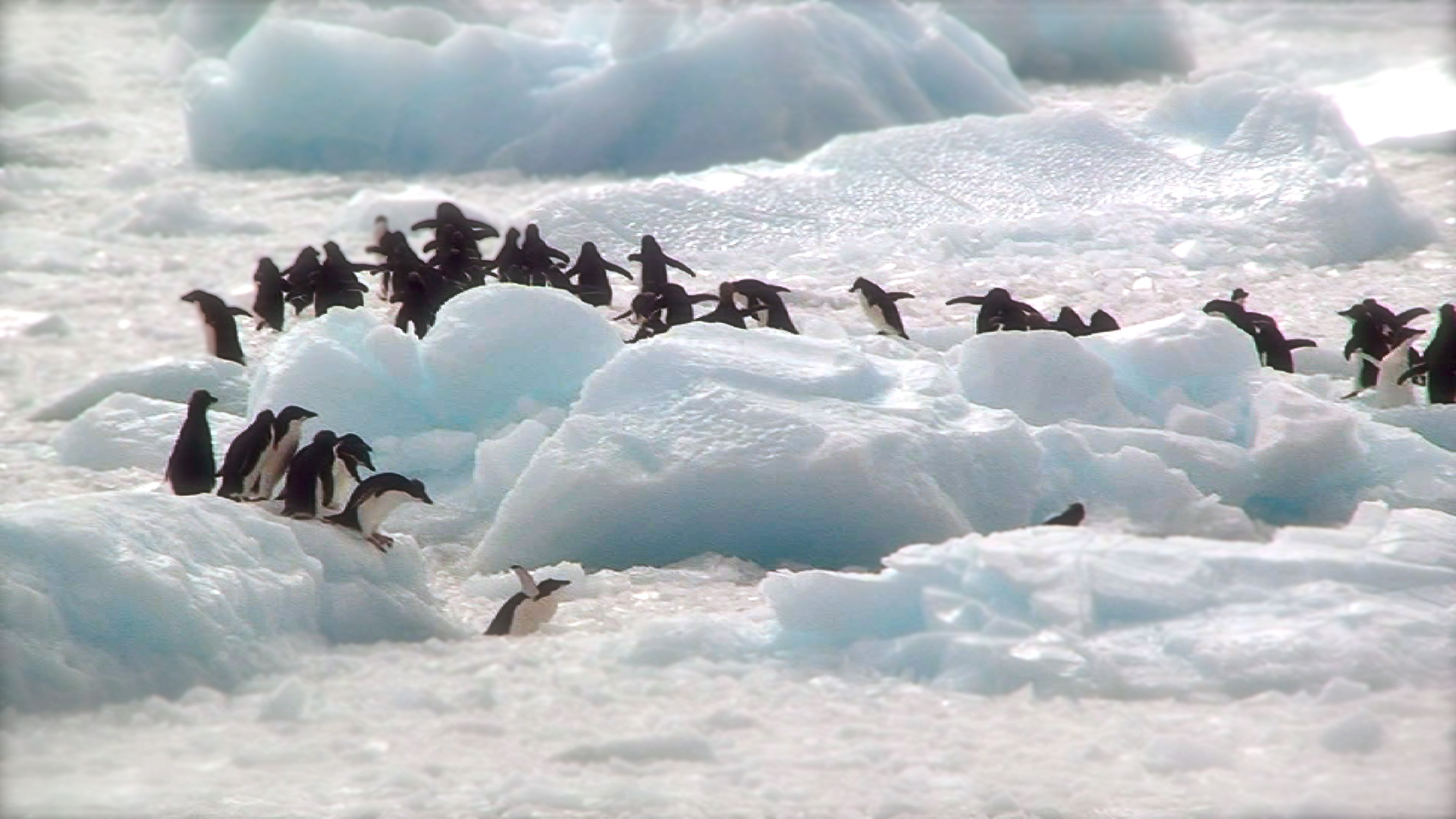
Pingüí d'Adèlia, 2012

Les costes de la península tenen el clima més suau de l'Antàrtida i les roques cobertes de molsa i líquens estan lliures de neu durant els mesos d'estiu, tot i que el clima encara és molt fred i la temporada de creixement molt curta. La vegetació actual és principalment molses, líquens i algues adaptades a aquest entorn dur, amb els líquens que prefereixen les zones més humides del paisatge rocós. Els líquens més comuns són les espècies Usnea i Bryoria. Les dues espècies de plantes amb flors de l'Anl'Antàrtida deschampsia antarctica i Colobanthus quitensis es troben a les parts del nord i l'oest de la península antàrtica, incloses les illes de la costa, on el clima és relativament suau. L'illa Lagotellerie a la Badia de Margarita és un exemple d'aquest hàbitat.
La Xanthoria elegans i Caloplaca són líquens crostosos visibles que es veuen a les roques costaneres.
El krill antàrtic es troba als mars que envolten la península i la resta del continent. La foca menjacrancs passa la major part de la seva vida a les mateixes aigües alimentant-se de krill. El pagothenia borchgrevinka és un peix criopelàgic que viu a temperatures de l'aigua sota zero a tota la península. Es poden escoltar vocalitzacions de la rorqual boreal emanant de les aigües que envolten la península antàrtica.
Les balenes inclouen el Rorqual antàrtic, Rorqual d'aleta blanca i l'orca assassina.
Els animals de l'Antàrtida viuen dels aliments que troben al mar, no a la terra, i són ocells marins, foques i pingüins. Com la foca lleopard (Hydrurga leptonyx), la foca de Weddell (Leptonychotes weddellii), l'enorme elefant marí meridional (Mirounga leonina) i la foca menjacrancs (Lobodon carcinophagus).
Les espècies de pingüins que es troben a la península, especialment a prop de la punta i les illes circumdants, són el pingüí carablanc, el pingüí emperador, el pingüí de corona blanca i el pingüí d'Adèlia. L'illa Petermann és la colònia de pingüins gentoo més al sud del món. Les roques exposades a l'illa són un dels molts llocs de la península que ofereixen un bon hàbitat per a colonies. Els pingüins tornen cada any i poden arribar a poblacions de més de deu mil exemplars. D'aquests els més comuns a la península antàrtica són la barbeta i el gentoo, amb l'única colònia reproductora de pingüins emperador a l'Antàrtida occidental, una població aïllada a les illes Dion, a la Badia de Margarita, a la costa oest de la península. La majoria dels pingüins emperador es reprodueixen a l'Antàrtida oriental.
Els ocells marins de l'Oceà Antàrtic i de l'Antàrtida occidental que es troben a la península són: el Fulmar austral, el Petrell gegant antàrtic), el Petrell del Cap, el petrell de les neus), la petita tempesta de Wilson. petrel (Oceanites oceanicus), cormora Imperial (Phalacrocorax atriceps), gavina nevada (Colom antàrtic becgroc), la gran skúa del polar sud (paràsit austral), la skúa bruna (paràsit subantàrtic), la gavina alga (Gavià de Lichtenstein) i el Xatrac antàrtic. El cormorà Imperial és un corb marí originari de moltes illes subantàrtiques, la península antàrtica i el sud d'Amèrica del Sud.
També hi són presents el Petrell antàrtic, el corb marí antàrtic, el pingüí reial, el pingüí crestadaurat i el xatrac àrtic.

## Amenaces i conservació
Tot i que aquesta part tan remota del món no ha estat mai habitada i està protegida pel Tractat Antàrtic, que prohibeix el desenvolupament industrial, l'eliminació de residus i les proves nuclears, encara hi ha una amenaça per a aquests fràgils ecosistemes d'augmentar el turisme, principalment en creuers per tot el món des del port d’Ushuaia, Argentina.

## Paleoflora i paleofauna

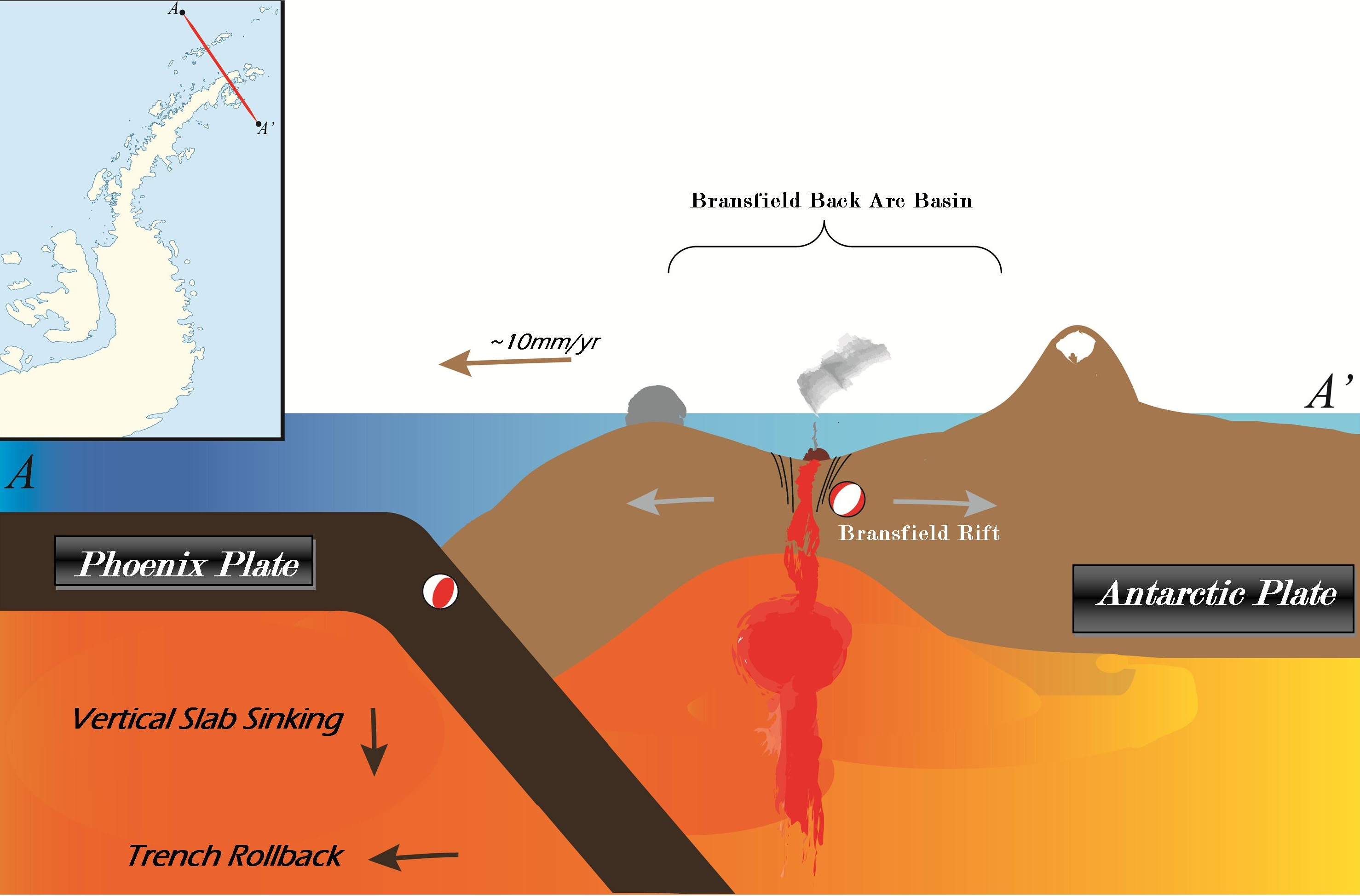
Moviment tectònic de la Península Antàrtica

Un ric registre de fulles fòssils, fusta, pol·len i flors demostra que les plantes amb flors van prosperar en climes subtropicals dins dels arcs d'illes volcàniques que van ocupar la regió de la península Antàrtica durant els períodes Cretaci i Paleogen. L'anàlisi de fulles i flors fòssils indica que els boscos semitropicals, que estaven composts per avantpassats de plantes que viuen als tròpics avui en dia, van prosperar dins d'aquesta regió durant un màxim tèrmic global amb temperatures mitjanes d'estiu de 20 °C.
Les plantes fòssils més antigues provenen del Cretaci mitjà (Albià) Fossil Bluff Group, que afloren al llarg de la vora de l'illa Alexander. Aquests fòssils revelen que en aquesta època els boscos estaven formats per grans coníferes, amb molses i falgueres al sotabosc. Els paleosols, en els quals s'arrelen els arbres, tenen característiques físiques indicatives de sòls moderns que es formen sota climes estacionalment secs amb pluges altes periòdiques. Els estrats més joves del Cretaci, que afloren dins de James Ross, Seymour i les illes adjacents, contenen plantes fòssils d’angiospermes del Cretaci superior amb morfotips de fulles similars als de famílies vives com Sterculiaceae, Lauraceae, Winteraceae, Cunoniaceae i Myrtaceae. Indiquen que les parts emergents de l'arc d'illa volcànica, les arrels erosionades del qual ara formen la part central de la península antàrtica, estaven cobertes per boscos temperats càlids o subtropicals.
Aquestes plantes fòssils són indicatives de boscos tropicals i subtropicals a altes paleolatituds durant el Cretaci mitjà i final, que van créixer en climes sense períodes prolongats de temperatures hivernals per sota del punt de congelació i amb una humitat adequada per al creixement. Els estrats del Cretaci de l'illa James Ross també van donar lloc al gènere de dinosaures Antarctopelta, que va ser el primer fòssil de dinosaure que es va trobar a l'Antàrtida.
Els sediments marins del Paleògen i del primer eocè que afloren a l'illa Seymour contenen horitzons rics en plantes. Les plantes fòssils estan dominades per branques permineralitzades de coníferes i compressions de fulles d'angiospermes, i es troben dins de concrecions carbonatades. Aquests fòssils de la regió de l'illa Seymour daten de fa uns 51,5–49,5 milions d'anys i estan dominats per fulles, escates de cons i branques frondoses de coníferes araucàries, molt semblants en tots els aspectes a l'araucària de Xile. Suggereixen que les parts adjacents de la península antàrtica prehistòrica estaven cobertes per boscos que van créixer en un ambient fresc i humit de latituds altes durant el primer eocè.
Durant el refredament climàtic cenozoic, la península antàrtica va ser l'última regió de l'Antàrtida que va estar totalment glacial segons les investigacions actuals. Com a resultat, aquesta regió va ser probablement l'últim refugi de plantes i animals que havien habitat l'Antàrtida després de separar-se del supercontinent Gondwana.
L'anàlisi de dades paleontològiques, estratigràfiques i sedimentològiques adquirides a partir de l'estudi de nuclis de perforació i sísmics adquirits durant la perforació superficial a la plataforma continental antàrtica (SHALDRIL) i altres projectes i de col·leccions de fòssils i afloraments de roca dins d'Alexander, James Ross, King George., Seymour i les illes Shetland del Sud han donat un registre dels canvis en la vegetació terrestre que es van produir a la península antàrtica durant els darrers 37 milions d'anys.
Aquesta investigació va trobar que la vegetació de la península antàrtica va canviar en resposta a un refredament climàtic progressiu que va començar amb l'inici de la glaciació de les muntanyes a l'últim eocè, al voltant de fa 37-34 milions d'anys. El refredament va ser contemporani amb la glaciació en altres llocs de l'Antàrtida i una reducció de les concentracions de CO₂ atmosfèriques. Inicialment, durant l'eocè, aquest refredament climàtic va provocar una disminució de la diversitat de la vegetació dominada per angiospermes que habitava al nord de la península antàrtica. Durant l'Oligocè, fa uns 34–23 milions d'anys, aquests boscos van ser substituïts per un mosaic de faig austral (Nothofagus) i boscos i tundra dominats per coníferes a mesura que el clima es va continuar refredant. Pel miocè mitjà, fa 16–11 milions d'anys, un paisatge de tundra va substituir completament els boscos restants. En aquest moment, els boscos van quedar completament extirpats de la península antàrtica i de tota l'Antàrtida. Un paisatge de tundra probablement va persistir fins al voltant de fa 12,8 milions d'anys quan es va produir la transició d'una glaciació alpina temperada a una capa de gel dinàmica. Finalment, la península antàrtica va ser anul·lada per una capa de gel, que ha persistit sense cap interrupció fins avui, a principis del Pliocè, al voltant de fa 5,3-3,6 milions d'anys.